# Samsung Galaxy J3 (2018)
Samsung Galaxy J3 (2018) (также известный как "Galaxy J3 Star", "Galaxy J3 Aura", "Galaxy J3 V (2018)" и "Galaxy Amp Prime 3") - Android - смартфон производства Samsung Electronics и был выпущен 8 июня 2018 года..

## Технические характеристики

### Аппаратное обеспечение
Galaxy J3 (2018) работает на базе Exynos. 7570 SoC, включающий четырехъядерный 1,4 ГГц ARM Cortex-A53 CPU, ARM Mali-T720MP2 GPU с 2 ГБ RAM и 16 ГБ внутренней памяти, которая может быть увеличена до 400 ГБ с помощью microSD..
Он оснащен 5,62-дюймовым ЖК-дисплеем с разрешением 720p. Задняя камера на 8 MP имеет диафрагму f/1.9, автофокус, LED вспышку, HDR и Full HD видео. Фронтальная камера имеет 5 МП с апертурой f/2.2..

### Программное обеспечение
Galaxy J3 (2018) поставляется с Android 8.0.0 "Oreo" и пользовательским интерфейсом Samsung Experience. Verizon под брендом J3 (2018) и J3 V (2018) могут быть обновлены до 9 "Pie" и One UI..

## Внешние ссылки
- samsung.com/us/mobile/phones/all-other-phones/galaxy-j3-2018-16gb--unlocked--sm-j337uzkaxaa/ — официальный сайт Samsung Galaxy J3